# Vasco Núñez de Balboa
Vasco Núñez de Balboa (1475 Jerez de los Caballeros – 15. ledna 1519) byl španělský objevitel, guvernér a dobyvatel. Známý je především tím, že v roce 1513 přešel Panamskou šíji až k Tichému oceánu a stal se tak prvním Evropanem, který vedl expedici, jež viděla nebo dosáhla Tichého oceánu ze strany Nového světa.
V roce 1500 cestoval do Nového světa a po několika průzkumech se usídlil na ostrově Hispaniola. V roce založil osídlení Santa María la Antigua del Darién v dnešní Kolumbii, které se stalo prvním trvalým osídlením Evropanů v kontinentální Americe (osídlení v San Sebastiánu de Urabá, které rok předtím založil Alonso de Ojeda, se v té době už zřítilo).

## Mladá léta
Balboa se narodil v Jerezu de los Caballeros ve Španělsku. Byl potomkem pánů z hradu Balboa, v blízkosti Villafranca de los Barros v Badajozu; jeho otec Nuňo Arias de Balboa byl šlechtic a jeho matka byla paní z Badajozu, který se nachází v jihozápadním Španělsku v Extremaduře. O jeho dětství toho není moc známo s výjimkou faktu, že byl třetím ze čtyř synů. Během dospívání pracoval jako sluha a panoš u Dona Pedra de Portocarrera, pána z Mogueru.

## Počátky kariéry
V roce 1500, poté, co se rozšířily zprávy o plavbě Kryštofa Kolumba do Nového světa, Balboa motivován tímto svým vzorem se rozhodl nalodit na svoji první plavbu do Ameriky spolu s Juanem de la Cosou; šlo o expedici Rodriga de Bastidase. Bastidas dostal povolení přivézt zpět poklad pro krále a královnu, zatímco si mohl nechat čtyři pětiny pokladu pro sebe – tato politika byla známá jako „Královská pětina“. V roce 1501 překročil Karibské pobřeží z východu Panamy, podél kolumbijského pobřeží, přes záliv Urabá směrem ke Cabo de La Vela. Expedice pokračovala v průzkumech severního pobřetí Jižní Ameriky tak dlouho, dokud nezjistili, že mají málo mužů. Proto se plavili k Hispaniole, ostrovu, který je v současnosti rozdělen mezi Dominikánskou republiku a Haiti.
S podílem svých příjmů z této události se Balboa usídlil v roce 1502 v Hispaniole, kde po několik let pobýval jako plantážník a farmář s prasaty. Nicméně ve svém podnikání nebyl úspěšný a skončil v dluzích. Nakonec byl donucen přerušit život na ostrově.
V roce 1508 zahájil španělský král Ferdinand II. Katolický dobývání Tierra Firme (oblasti zhruba odpovídající Panamské šíji). V regionu mezi El Cabo de la Vela (blízko východní hranice Kolumbie) a El Cabo de Gracias a Dios (hranice mezi Hondurasem a Nikaraguou) vytvořil dvě nová teritoria. Hranicí mezi těmito dvěma teritorii se stal záliv Urabá: Nueva Andalucía ležela na východ a jejím guvernérem se stal Alonso de Hojeda, a Veragua ležela na západ a jejím guvernérem byl Diego de Nicuesa.
V roce 1509, ve snaze uniknout svým věřitelům v Santu Domingu, se Balboa vydal na plavbu jako černý pasažér, ukryt v barelu spolu se svým psem Leoncicem. Tato expedice byla vedená Alcalde Mayorem z Nueva Andalucíe, Martínem Fernándezem de Encisem, jehož úkolem bylo pomoci svému předchůdci Alonsovi de Ojedovi. De Ojeda spolu se sedmdesáti muži založil osídlení San Sebastián de Urabá v Nové Andalúsii, na území, na němž bude později postaveno město Cartagena de Indias. Nicméně osadníci museli vzdorovat mnoha válečným národům žijícím v této oblasti, kteří užívali jedovaté zbraně, a de Ojeda byl zraněn na noze. Krátce nato vyplul de Ojeda k Hispaniole a opustil tak kolonii pod vedením Francisca Pizarra, který byl v té době jediným vojákem čekajícím na připlutí Encisovy expedice. De Ojeda požádal Pizarra, aby ponechal v osadě po dobu 50 dnů několik mužů, a pokud do té doby nedorazí žádná pomoc, aby použil veškeré možné prostředky a dostal se zpět na Hispaniolu.
Předtím než do San Sebastiánu de Urabá dorazila výprava, Fernández de Enciso objevil na palubě Balbou. Pohrozil mu, že ho nechá vysadit na prvním neobydleném ostrově, na který narazí; později toto rozhodnutí přehodnotil a rozhodl se využít Balboovy znalosti o tomto regionu (Balboa region prozkoumal osm let předtím) ke svému prospěchu. Tato skutečnost spolu s tím, že posádka prosila o ponechání života Balboovi, nenechala Fernándezovi de Enciso žádnou jinou možnost než zachránit Balboův život a nechat ho na palubě. Navíc oba souhlasili s tím, že je třeba sesadit de Nicuesu z pozice guvernéra Veragui.
Po uplynutí padesáti dní začal Pizarro s přípravami na návrat na Hispaniolu, když v tom dorazila Encisova loď. Balboa si získal mezi posádkou značnou popularitu díky svému charisma a znalostem oblasti. Naopak Fernández de Enciso nebyl mezi muži příliš oblíben: mnoho z nich nesouhlasilo s jeho příkazem vrátit se do San Sebastiánu, zvláště poté, co se dozvěděli, že když dorazili, bylo osídlení kompletně zničeno a že domorodci na ně už čekají, aby provedli sérii neúprosných útoků.

## Objevení Santa Maríi
Balboa předpokládal, že osídlení San Sebastián se přesune do regionu Darién, na západ od zálivu Urabá, kde půda byla úrodnější a domorodci méně bojechtiví. Fernández de Enciso o tomto návrhu vážně uvažoval a později vojsko pochodovalo do Dariénu, kde už na něj čekal domorodý vůdce (cacique) Cémaco s 500 válečníky připravenými k bitvě. Španělé obávající se vysokého počtu nepřátelských válečníků, přislíbili Panně antické, uctívané v Seville, že nové osídlení v regionu pojmenují po ní, pokud tedy zvítězí. Pro obě strany to byla náročná bitva, ale s trochou štěstí z ní Španělé vyšli jako vítězové.
Cémaco zničil spolu se svými válečníky město a odešel do džungle. Španělé vyplenili domy a zmocnili se pokladu plného zlatých ornamentů. Balboa dodržel svůj slib a v září 1510 založil první stálé osídlení na půdě kontinentální Ameriky a pojmenoval ho Santa María la Antigua del Darién.

## Starosta Santa Maríi
Vítězství Španělů nad domorodci a založení Santa Maríi la Antigua del Darién, nyní se nacházející v relativně mírném regionu, získalo Balboovi autoritu a respekt mezi jeho společníky. Jejich nenávist vůči alcalde mayorovi Fernándezi de Encisovi vzrůstala, protože ho považovali za chamtivého despotu kvůli restrikcím, které stanovil na přidělení domorodého zlata.
Balboa využil situace a jednal jako mluvčí nespokojených osadníků. Sesadil Fernándeze de Encisa z pozice starosty tím, že použil následující legální manévr: de Enciso nyní kontroloval území ve Veragui, na západ od zálivu Urabá; od té doby, co zastupoval Alonsa de Ojedu, byl jeho mandát nelegitimní, protože guvernérem Veragui byl Diego de Nicuesa, ne de Ojeda. Proto mohl být Fernández de Enciso zbaven funkce a uvězněn. Po sesazení de Encisa byla nastolena mnohem otevřenější vláda a bylo zvolení místní shromáždění (první v Americe). Jmenováni byli dva starostové: Martín Samudio a Vasco Núñez de Balboa.
Krátce poté dorazila do Santa Maríi flotila vedená Rodrigo Enriquem de Colmenaresem. Jeho úkolem bylo nalézt de Nicuesu, který čelil rovněž několika problémům na severu Panamy. Když se de Colmenares dozvěděl o nedávných událostech, přesvědčil místní osadníky, že by se měli podrobit autoritě de Nicuesy, protože jejich země byla pod jeho jurisdikcí. Enrique de Colmenares pozval dva zástupce jmenované místní vládou, aby cestovali s jeho flotilou, a nabídli de Nicuesovi autoritu nad městem. Těmito dvěma zástupci byli Diego de Albites a Diego de Corral.

## Guvernér Veragui
Enrique de Colmenares našel de Nicuesu blízko města Nombre de Dios, těžce zraněného a s pár muži, kteří přežili šarvátku s domorodci. Po jeho osvobození slyšel guvernér de Nicuesa o Balboových činech, štědrosti náčelníka Cémaca a bohatství Santa Maríi. Slíbil, že potrestá Balbou, jakmile opět získá kontrou nad městem, protože považoval Balboovy činy za snahu o podrytí své autority ve Veragui.
Jistý Lope de Olano, který byl uvězněn spolu s dalšími rebely, přesvědčil zástupce Santa Maríi, že udělají obrovskou chybu, pokud předají kontrolu de Nicuesovi, který je podle nich krutý, chamtivý a schopný sám zničit prosperitu města. S tímto vědomím pluli de Albites a del Corral před de Nicuesou a informovali Balbou a místní autority o guvernérových záměrech.
Když připlul de Nicuesa do přístavu v Santa Maríi, objevil se dav a následný povyk zachránil guvernéra od vylodění a cestě do města. De Nicuesa trval na tom, že bude uznán, už ne jako guvernér, ale jako obyčejný voják, ale kolonisti mu přesto nedovolili se vylodit. On a dalších 17 mužů bylo donuceno nalodit se na bárku s několika málo zásobami a 1. března 1511 byli vpuštěni na moře. Loď zmizela a po de Nicuesovi a jeho mužích nezůstala žádná stopa. Balboa se stal guvernérem Veragui.

## Dobyvatel

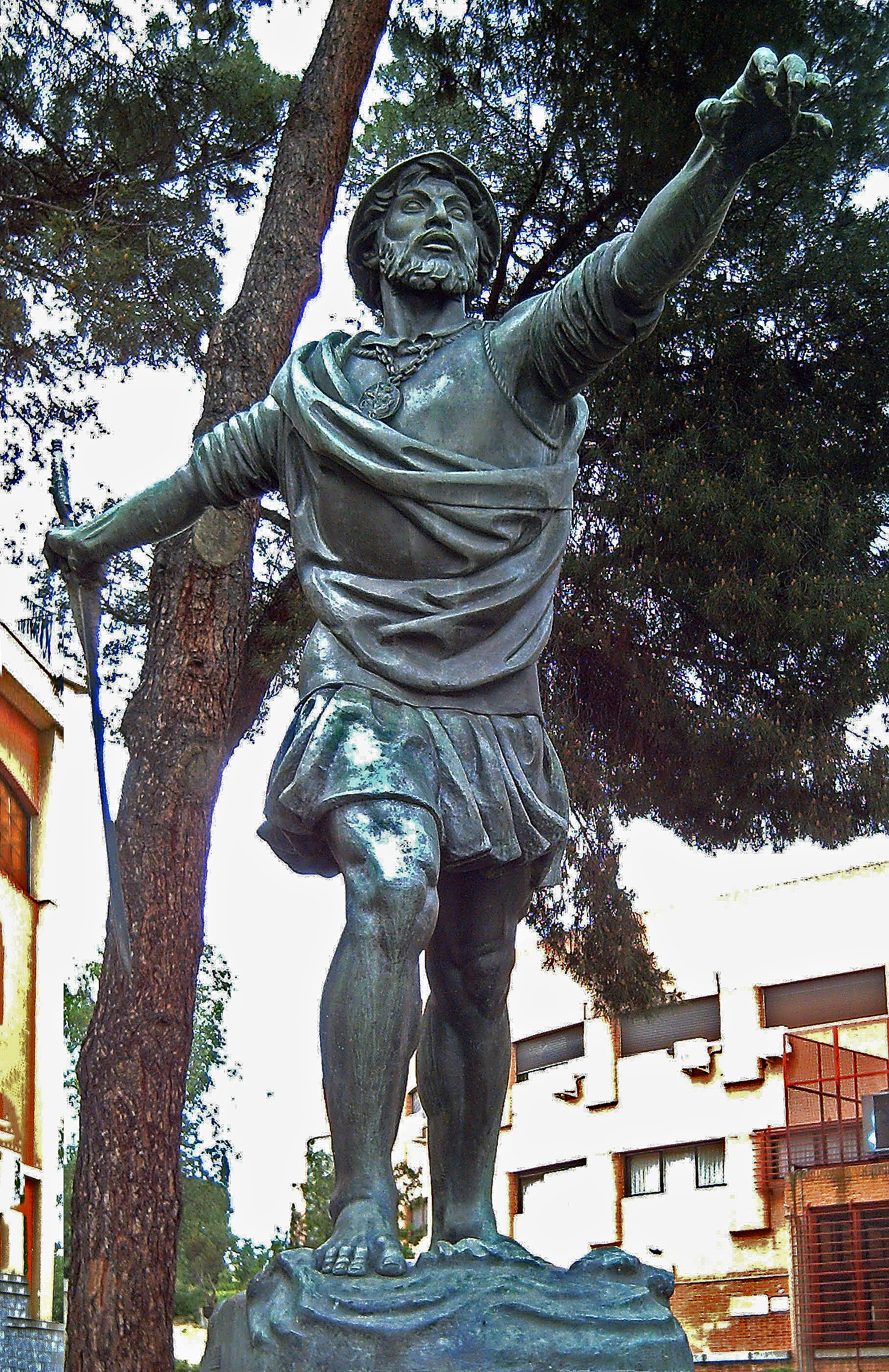
socha v Madridu

S titulem guvernéra přišla do Santa Maríi a Veragui absolutní autorita. Jedním z prvních Balboových činů jako guvernéra byl proces s Fernándezem de Encisem, obviněným z uzurpace guvernérovy autority. De Enciso byl poslán do vězení a jeho majetek byl zkonfiskován. Nicméně uvězněn byl jenom na krátkou dobu: Balboa ho osvobodil pod podmínkou, že se okamžitě vrátí na Hispaniolu a odtamtud do Španělska. Spolu s ním na stejné lodi pluli dva zástupci Balboy, kteří měli informovat koloniální autority o situaci a požadovat více mužů a zásob k tomu, aby se pokračovalo v dobývání Veragui.
V tom samém času Balboa ukázal, že má mentalitu dobyvatele: vyplul na západ, cestoval podél karibského pobřeží Panamy, porazil různé kmeny a spřátelil si ostatní, prozkoumal řeky, hory a neduživé bažiny, zatímco pokaždé hledal zlato a otroky a rozšiřoval své území. Byl také schopen potlačit revolty mezi těmi z jeho mužů, kteří podrývali jeho autoritu a díky síle, diplomacii a jednáním si získal jistý respekt a obavu mezi domorodci. V dopise adresovaném španělskému králi vyjádřil trošku ironicky, že musí jednat jako průvodce a dokonce objevuje nové cesty vlastníma rukama.
Pokračoval v pěstování kukuřice, obdržel nové zásoby z Hispanioly a Španělska a naučil své muže žít jako objevitelé na nových územích. Balboovi se podařilo shromáždit velké množství zlata, většina z něho byly ornamenty, které nosily domorodé ženy, a zbytek získal násilím. V roce 1513 napsal dlouhý dopis španělskému králi, požadujíc více mužů (kteří byli již aklimatizováni) z Hispanioly, zbraně, zásoby, tesaře zručné ve stavění lodí, a všechen materiál potřebný pro stavbu flotily. V následujícím dopise z roku 1515 poukazoval na svoji humanitární politiku vůči domorodcům, zatímco ve stejné době požadoval extrémní krutost při jednání s kanibaly a násilnými kmeny.
Na konci roku 1512 a v prvních měsících roku 1513 připlul do oblasti osídlené náčelníkem Caretou, kterého snadno porazil a pak si ho spřátelil. Careta byl pokřtěn a stal se jedním z Balboových hlavních spojenců; zajistil přežití domorodců slibem, že bude zásobovat Španěly jídlem. Balboa pak pokračoval ve své cestě, připlul do země v Caretově sousedství, patřící jeho rivalovi náčelníku Poncovi, který se svými lidmi odešel do hor. Ponca zanechal svoji vesnici prázdnou a umožnil tak Španělům a Caretovým mužům plenění. O několik dní později připlula expedice k zemím náčelníka Comagreho – šlo o úrodný, ale podle údajů nebezpečný terén. Nicméně Balboa byl přijat v míru a dokonce pozván na hostinu k jeho slávě; Comagre, stejně jako Careta, byl pak pokřtěn.
Když Balboa poprvé viděl obyvatele vesnice Quarequas, mnoho z nich se oddávalo homosexuálním hrátkám. Rozzuřený Balboa je nechal zabít jeho psy.
V Comagreho zemích Balboa poprvé slyšel o „jiném moři“. Začalo to hádkami mezi Španěly, kteří nebyli spokojeni s příděly zlata. Comagreho nejstarší syn, Panquiaco, rozzlobený španělskou lakotou, zavedl měřítka pro vážení zlata a zvolal: „Když jste tak hladoví po zlatě, že opustíte vaše země, abyste vyvolali hádky v jiných zemích, měl bych vám ukázat provincii, kde můžete zkrotit tento hlad“. Pancuiaco jim pověděl o království na jihu, kde lidé byli tak bohatí, že jedli a pili z talířů a pohárů ze zlata, ale že dobyvatelé budou potřebovat přinejmenším tisíc mužů k poražení kmenů žijících v této zemi na pobřeží „jiného moře“.

## Objevení Jižního moře

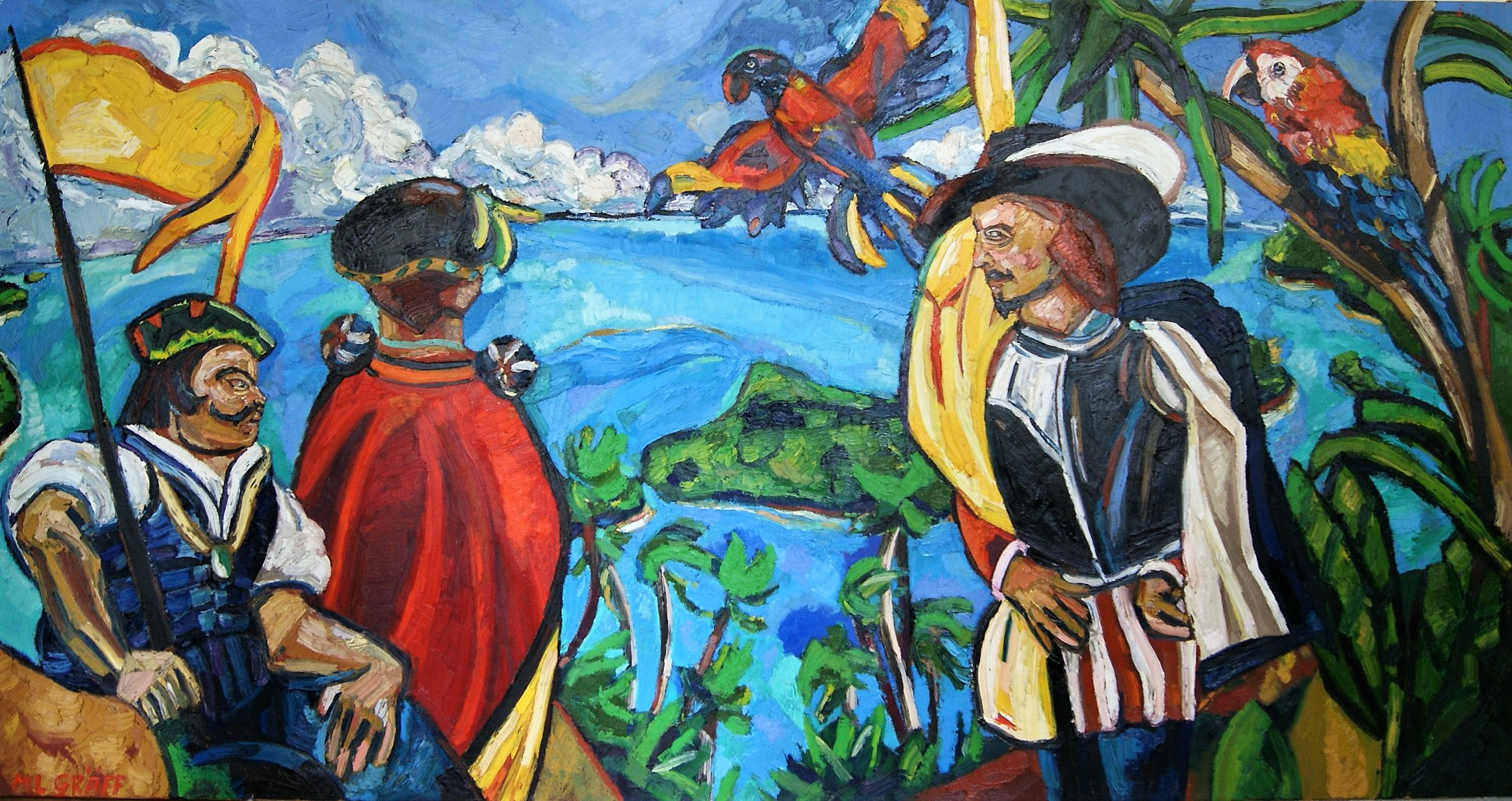
Objev Tichého oceánu Vasco Núñez de Balboa, Panama – 1513, 25. září, 11 hodin, maloval Matthias Laurenz Gräff (2009/10)

Neočekávané zprávy o novém území bohatém na zlato obdržel Balboa s velkým zájmem. Na počátku roku 1513 se vrátil do Santa Maríi, aby získal více mužů z Hispanioly. Tam se dozvěděl, že Fernández de Enciso informoval koloniální autority o tom, co se odehrálo v Santa Maríi. Poté, co zjistil, že nemůže počítat s žádnou pomocí s Hispanioly, Balboa vyslal Enriqueho de Colmenarese přímo do Španělska pro pomoc.
Zatímco v Santa Maríi byla organizována expedice k Jižnímu moři, někteří dobyvatelé pluli 10 mil proti proudu řeky Atrato do vnitrozemí, ale vrátili se s prázdnýma rukama. Balboův požadavek na muže a zásoby byl zamítnut: Encisův případ byl tou dobou již na španělském dvoře velmi dobře znám. Proto Balboa neměl jinou možnost než vyrazit na výpravu s nevelkými zásobami, které měl k dispozici v Santa Maríi.
S pomocí informací od různých spřátelených náčelníků začal Balboa svoji cestu přes Panamskou šíji 1. září 1513 spolu se 190 Španěly, několika domorodými průvodci a pár psy. S malou brigantínou a deseti domorodými kánoemi pluli podél pobřeží a jako první spatřili zemi v regionu náčelníka Carety. 6. září expedice pokračovalo s posilou 1.000 Caretových mužů a vstoupila do země náčelníka Poncy. Ponca reorganizoval své jednotky a zaútočil, ale byl poražen a donucen spřátelit se s Balboou. Po několika dnech a s několika Poncovými muži vstoupila výprava 20. září do husté džungle a po pár dnech dorazila s pár obtížemi do země náčelníka Torechy, který vládl ve vesnici Cuarecuá. V této vesnici se odehrála zuřivá bitva, v níž byl Torecha poražen a zabit. Jeho následovníci se rozhodli připojit se k výpravě. Nicméně skupina byla vyčerpaná a několik mužů bylo těžce zraněno, proto se mnozí rozhodli zůstat v Cuarecui a obnovit své síly.
Několik málo mužů pokračovalo v cestě s Balboou a další den vstoupili do hor podél řeky Chucunaqui. Podle informací od místních bylo možno spatřit Jižní moře z vrcholu tohoto pohoří. Balboa kráčel vpředu a před polednem toho dne, 25. září, dosáhl vrcholu a viděl daleko na horizontu vody neobjeveného moře. Emoce byly obrovské a ostatní se dychtivě připojili k Balboovi, aby ukázali svoji radost z Balboova objevu. Andrés de Vera, kaplan expedice, zanotoval Te Deum, zatímco muži vztyčovali kamenné pyramidy a vyřezávali svými meči kříže do kůry stromů, aby označili místo, kde bylo dokonáno objevení Jižního moře.

## Vlastnictví a dobývání Jižního moře

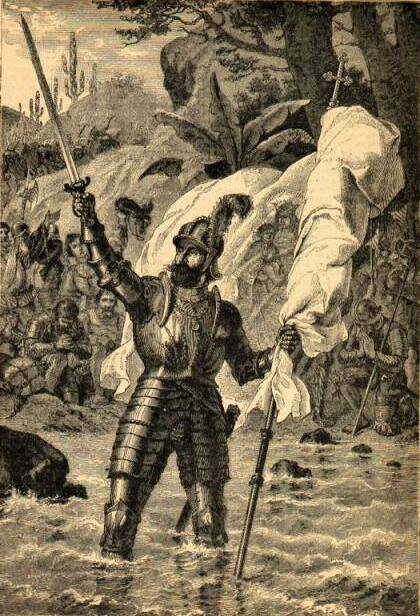
Balboa zabírá Jižní moře pro Španělsko

Po impozantním momentu objevení sestoupila expedice z hor k moři, došla do země náčelníka Chiapese, který byl poražen po krátké bitvě a pozván, aby se připojil k výpravě. Z Chiapesovy země se oddělily tři skupiny, které hledaly cesty k pobřeží. Skupina vedená Alonso Martínem dosáhla pobřeží o dva dny později. Vzali kánoi a vyrazili na krátkou objevnou cestu, tím se stali prvními Evropany, kteří se plavili po Tichém oceánu. Po návratu do Chiapesovy oblasti o tom Martín informoval Balbou, který s 26 muži pochodoval směrem k pobřeží. Jakmile tam došli, Balboa zvedl své ruce, v jedné meč a v druhé vlajku s obrázkem Panenky Marie, vešel po kolena do oceánu a prohlásil vlastnictví nového moře a všech přilehlých zemí jménem Španělského království.
Po cestě dlouhé více než 110 km pojmenoval Balboa zátoku, kam přistáli, San Miguel, protože tam přistáli 29. září, ve svátek archanděla Michaela. Nové moře pojmenoval Jižní moře, protože aby ho dosáhli, museli cestovat na jih.
Balboův hlavní cíl expedice byl najít na zlato bohatá království, které jim sliboval Panquiaco. Na konci překročil země náčelníků Coquera a Tumaca, snadno je porazil a vzal si jejich bohatství zlata a perel. Pak se dozvěděl, že perly se hojně vyskytovaly na ostrovech ovládaných Terarequíem, mocným a obávaným náčelníkem. Balboa vyrazil v několika kánoích k těmto ostrovům a největší z nich pojmenoval Isla Rica (Bohatý ostrov, dnes znám jako Isla del Rey). Celé souostroví pojmenoval Souostroví perel a tak se jmenuje dodnes.
V listopadu se Balboa rozhodl vrátit do Santa Maríi, ale jinou cestou, aby dále rozšiřoval území a zajistil více zlata. Prošel územími Teocy, Pacry, Bugue Bugueho, Bononaimy a Chorizo, některé porazil silou a jiné si spřátelil diplomacií. Obzvláště krvavá bitva se odehrála proti náčelníkovi Tubanamáovi, kterého Balboa porazil. V prosinci přistála výprava opět na karibském pobřeží, u zálivu San Blas, na pásu země patřícím náčelníkovi Pocorosovi. Odtud postupoval do země Comagreho, aby zjistil, že jeho věrný spojenec zemřel. Jeho syn, Panquiaco, byl nyní novým vůdcem.
Odtud prošel zeměmi Poncy a Carety, aby 19. ledna 1514 konečně dorazil zpět do Santa Maríi, s pokladem plným bavlněného zboží, více než 100 000 castellánů zlata, nemluvě o perlách. Všechno toto se ale nevyrovná významu objevu Jižního moře jménem Španělska. Balboa přikázal Pedrovi de Arbolanchovi, aby vyplul do Španělska se zprávami o objevu. Poslal rovněž pětinu pokladu králi, jak přikazoval zákon.

## Spor sPedro Ariasem
Obvinění Fernándeze de Encisa, kterého Balboa sesadil, a odstranění a zmizení guvernéra de Ojedy, přinutily krále, aby jmenoval Pedra Ariase de Ávilu za guvernéra nově vytvořené provincie Castilla de Oro. Arias, spíše známý jako Pedrarias Dávila, který se později stal notoricky známým pro svoji krutost, převzal kontrolu nad Veraguou a podařilo se mu zklidnit situaci. Pedrarias odplul z Arbolanchy ve Španělsku s výpravou 1500 mužů a se 17 loděmi, čímž byl podpořen Balboův požadavek vůči koruně na více mužů a zásob. Jednalo se o do té doby největší a nejkompletnější expedici, která vyrazila ze Španělska k Novému světu.
Pedrarias byl na této výpravě doprovázen Gasparem de Espinosou, který byl alcadem mayorem, tentýž Martín Fernández de Enciso, kterého Balboa přiměl k odchodu do exilu, byl nyní hlavním velitelem, Gonzalo Fernández de Oviedo byl královským úředníkem a kronikářem; spolu s nimi plulo i několik kapitánů, mezi nimi Juan de Ayora, Pedrariasův zástupce. Na palubě bylo i několik kleriků, především františkánský mnich Juan de Quevedo, jmenovaný biskupem Santa Maríi. Mezi cestujícími byli i ženy, například Isabel de Bobadilla, Pedrariasova žena. Více než 500 mužů zemřelo hladem nebo na nepřízeň počasí brzy poté, co výprava dosáhla Dariénu. Fernández de Oviedo zaznamenal, že rytíři pokryti hedvábím a brokátem, kteří se tak odlišovali v Italských válkách, zemřeli hladem a horečkou v prostředí kruté tropické džungle.
Balboa přijal Pedrariase a jeho zástupce v červenci 1514 a akceptoval rezignovaně své nahrazení na místě guvernéra a starosty. Nicméně osadníkům se změna nelíbila a někteří z nich plánovali bojovat proti Pedrariasovi, dokonce i když samotný Balboa projevil respekt vůči novým koloniálním autoritám.
Jakmile se Pedrarias ujal vlády, Gaspar de Espinosa Balbou zajal a vedl s ním proces „v absenci“, kde mu bylo uloženo zaplatit reparace Fernándezu de Encisovi a dalším. Nicméně byl shledán nevinným v případu zavraždění de Nicuesy, takže krátce poté byl osvobozen.
Kvůli přelidnění v Santa Maríi rozhodl Pedrarias o několika výpravách, které měly za cíl najít nové lokality vhodné pro osídlení. Balboa požadoval po Pedrariasovi, aby mohl prozkoumat region Dabaibe podél řeky Atrato, kde podle legend měl stát chrám plný velkého bohatství. Nicméně tato výprava se ukázala jako chybná a Balboa z ní vyšel zraněný následkem neustálých útokům místních domorodců.
Tento neúspěch ale neodradil Balbou od návratu k průzkumům Jižního moře. Tajně se mu podařilo dát dohromady vojsko mužů z Kuby. Loď, na které pluli, zakotvila ihned vedle Santa Maríi a její strážce informoval Balbou o tom, že muži dorazili. Za to obdržel 70 castellonů zlata. Pedrarias se ale brzy o lodi dozvěděl; rozzlobený zatknul Balbou, odvolal všechny jeho muže a plánoval zamknout ho do dřevěné klece. Biskup de Quevedo ho od tohoto plánu odradil a vyzval ho, aby nezneužíval svoji moc proti Balboovi.
V tomto čase španělská koruna konečně ocenila jeho hodnotné služby. Král mu udělil tituly „Adelantado Jižního moře“ a „Guvernér Panamy a Kuby“. Dále král nařídil Pedrariasovi, aby projevil Balboovi respekt a konzultoval s ním všechny záležitosti týkající se dobývání a vlády v Castilla de Oro. Kvůli tomuto všemu musel Pedrarias Balbou osvobodit a ospravedlnit.

## Pád a smrt
Tímto okamžikem rivalita mezi Balboou a Pedrariasem náhle ustala, z velké části kvůli zásahu biskupa de Quevedo a Isabely de Bobadillo, kteří Balboovi zařídili sňatek s Maríou de Peňalosa, jednou z Pedrariasových dcer. María žila ve Španělsku. Svatba se odehrála a krátce nato odjel biskup do Španělska. Přátelství mezi Pedrariasem a Balboou trvalo sotva dva roky, ale za tu dobu stačil Balboa ukázat velkou úctu vůči svému tchánovi.
Balboa si přál pokračovat v průzkumech Jižního moře, ale Pedrarias dělal vše proto, aby odložil jeho odjezd. Nicméně ve světle nových vzájemných vztahů mezi nimi ho Pedrarias nemohl úplně zastavit a tak nakonec souhlasil a nechal Balbou vyrazit na expedici s tím, že mu dal licenci na průzkum na rok a půl.
Mezi roky 1517 a 1518 se tedy Balboa přemístil do Acly, spolu s 300 muži, využívaje na cestě sílu domorodců a otroků z Afriky. Podařilo se mu získat materiál potřebný k výstavbě nových lodí. Cestoval proti proudu řeky Balsas, kde postavil čtyři lodě. Přes Pacifik cestoval 74 km, podél Souostroví perel a pobřeží u Dariénu, až do Puerto Piňas. Toto místo získalo svůj název díky velkému množství ananasů (piňas), které zde Balboa objevil. Poté se vrátil do Acly, aby mohl pokračovat ve stavbě mohutnějších lodí.
Při zpáteční cestě mu Pedrarias napsal několik rozhořčených dopisů, ve kterých požadoval setkání s Balboou co nejdříve. Balboa rychle uposlechl. Na půli cesty do Santa Maríi narazil na skupinu vojáků vedených Francisco Pizarrem, který ho zajal ve jménu guvernéra a obvinil ho z pokusu uzurpovat si Pedrariasovu moc a vytvořit oddělenou vládu nad Jižním mořem. Uražený Balboa odmítl všechny příkazy a požadoval, aby se mohl vrátit do Španělska, kde by stanul před soudem; Pedrarias spolu s Martinem Enciso nicméně nařídili, aby se soud konal bez jakýchkoliv průtahů.
Proces s Balboou začal v lednu 1519 a 15. ledna jej de Espinosa odsoudil k smrti setnutím. Čtyři z Balboových přátel, Fernando de Argüello, Luis Botello, Hernán Muňoz a Andrés Valderrábano, byli obviněni z napomáhání Balboovi a odsouzeni k témuž trestu. Rozsudek měl být vykonán v Acle, aby se ukázalo, že konspirace měla své kořeny v této kolonii.
Když byli Balboa a jeho přátelé odváděni ke špalku, hlásný ve městě křičel: „Toto je spravedlnost, kterou král a jeho zástupce Pedro Arias de Ávila uvalují na tyto muže, zrádce a uzurpátory území Koruny.“ Balboa nemohl potlačit své rozhořčení a odpověděl: „Lži, lži! Nikdy jsem v srdci neměl takový čin, vždy jsem loajálně sloužil králi s myšlenkou rozšířit jeho domínia.“ Pedrarias pozoroval popravu schován za pódiem. Kat popravil sekerou Balbou a jeho čtyři přátele. Balboova hlava se neoddělila na první seknutí; musely být použity tři. Jejich hlavy zůstaly po několik dní na veřejnosti, jako ukázka Pedrariasovy moci.
Poslední místo Balboova odpočinku není známo, částečně proto, že neexistují žádné záznamy o tom, co se stalo v Acle po popravě.
Na lodích, které vyrobil Balboa, se plavil po Jižním moři Pedrariasův poddaný Gaspar de Espinosa. V roce 1520 přejmenoval Fernão de Magalhães moře pro jeho klidné vody na Tichý oceán.

## Odkaz
I když na Balbou čekala předčasná smrt, jeho činy a skutky si historie pamatuje. Několik parků a ulic v Panamě nese jméno „Vasco Núñez de Balboa“ a několik památníků vzdává čest jeho objevu Jižního moře. Panamská měna se jmenuje balboa a jeho podobiznu je možné zahlédnout na některých mincích. S jeho jménem je také spojován hlavní přístav v Panama City, Balboa (tichomořský vstup do Panamského průplavu), a okres Balboa v provincii Panama, ke které patří Souostroví perel, jež objevil. V San Franciscu v Kalifornii v USA se jméno Balboa objevuje v jednom názvu v řadě ulic, které jsou pojmenovány po španělských dobyvatelích. V centru San Diega v Kalifornii je rovněž velký park (Balboův park) pojmenovaný po Balboovi; v tomto parku se nachází mnoho světoznámých muzeí. Jeho jméno je také připomínáno v Madridu – a to názvem ulice a stanice metra.
Nejvyšší řád udělovaný panamskou vládou mimořádným lidem, jak domácím tak i zahraničním, je řád Vasco Núñeze de Balboa v různých hodnotách, který byl založen zákonem z 28. ledna 1933.
Po Balboovi je pojmenován také měsíční kráter Balboa.